# Mausolée Sidi Amar Kammoun
Le mausolée Sidi Amar Kammoun, appelé encore zaouïa de Sidi Amar Kammoun (arabe : زاوية سيدي عمر كمون), est l'une des zaouïas les plus célèbres de la médina de Sfax.

## Localisation
Le mausolée qui s'ouvre sur la rue Borj Ennar est très proche des murailles de la médina. On le trouve dans le quartier situé à l'est de Bab Diwan. La sommet du minaret offre une vue panoramique sur la façade de la médina tournée vers la mer. Le choix de cette localisation pour le bâtiment est lié à la relation étroite entre la famille d'un saint qui y est enterré, Sidi Amar Kammoun, et la mer, vu que son père était marin (rais).

## Histoire

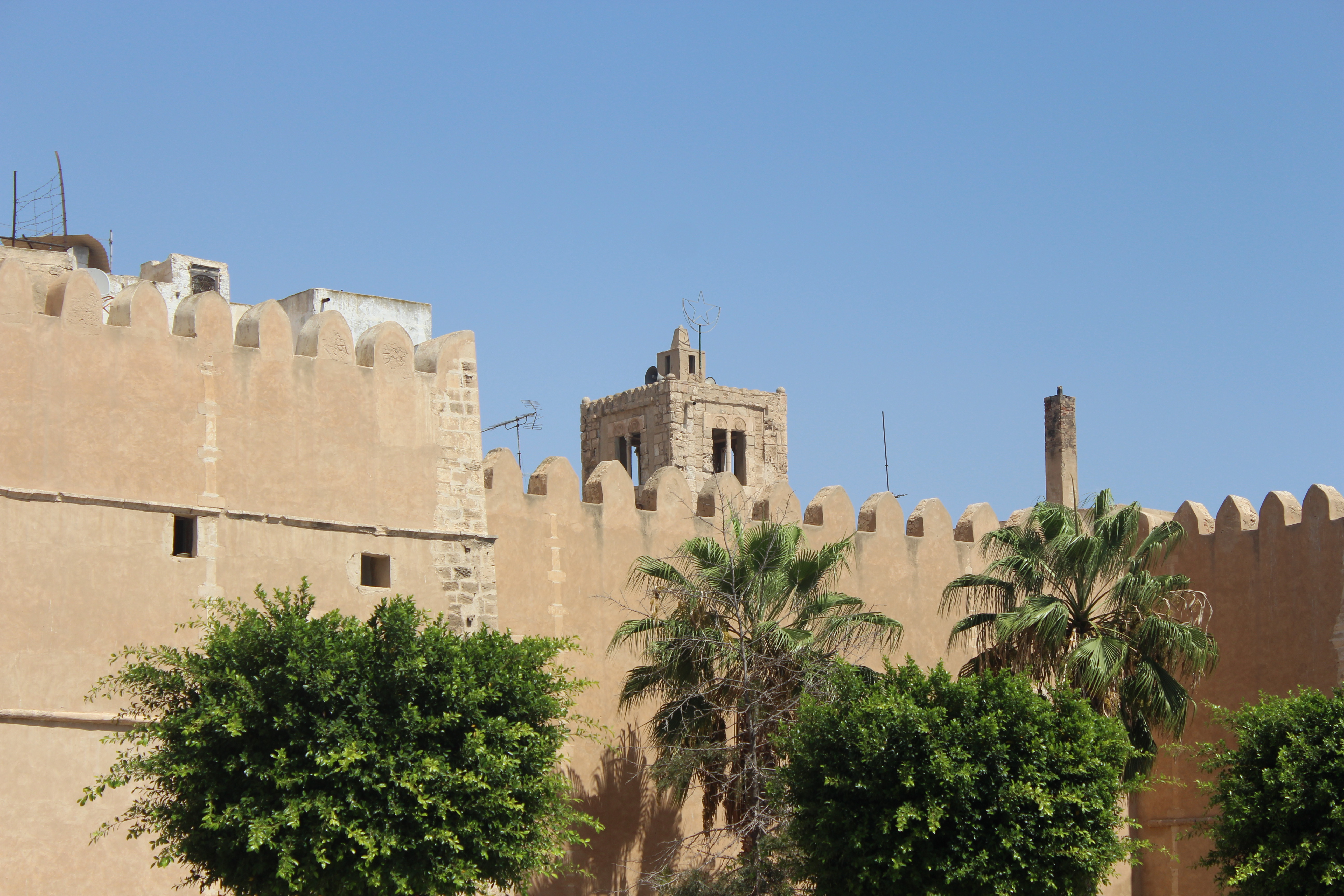
Vue du minaret depuis l'extérieur de la médina.

Le mausolée est fondé au XVIIIe siècle sur ordre de Mourad II Bey (1666-1675) pour exprimer sa reconnaissance envers Sidi Amar Kammoun qui l'a traité pour une maladie qu'il a contractée lors d'une visite officielle à Sfax. Entre 1636 et 1666, le minaret est ajouté en deux étapes par Sidi Amar Kammoun, qui prend lui-même en charge toutes les dépenses de sa construction grâce à sa fortune personnelle.
À part son rôle religieux et spirituel, le mausolée assure un rôle défensif très important pendant plusieurs crises. C'est sa situation géographique stratégique qui permet la surveillance de la façade côtière de la médina grâce à son minaret, non seulement durant un conflit avec la Sicile mais aussi pendant la conquête de la Tunisie par la France.
À l'origine, le mausolée est muni d'une coupole qui surmonte la tombe du saint. Toutefois, et comme plusieurs des monuments de la ville, elle est détruite par les bombardements de la Seconde Guerre mondiale.

## Architecture

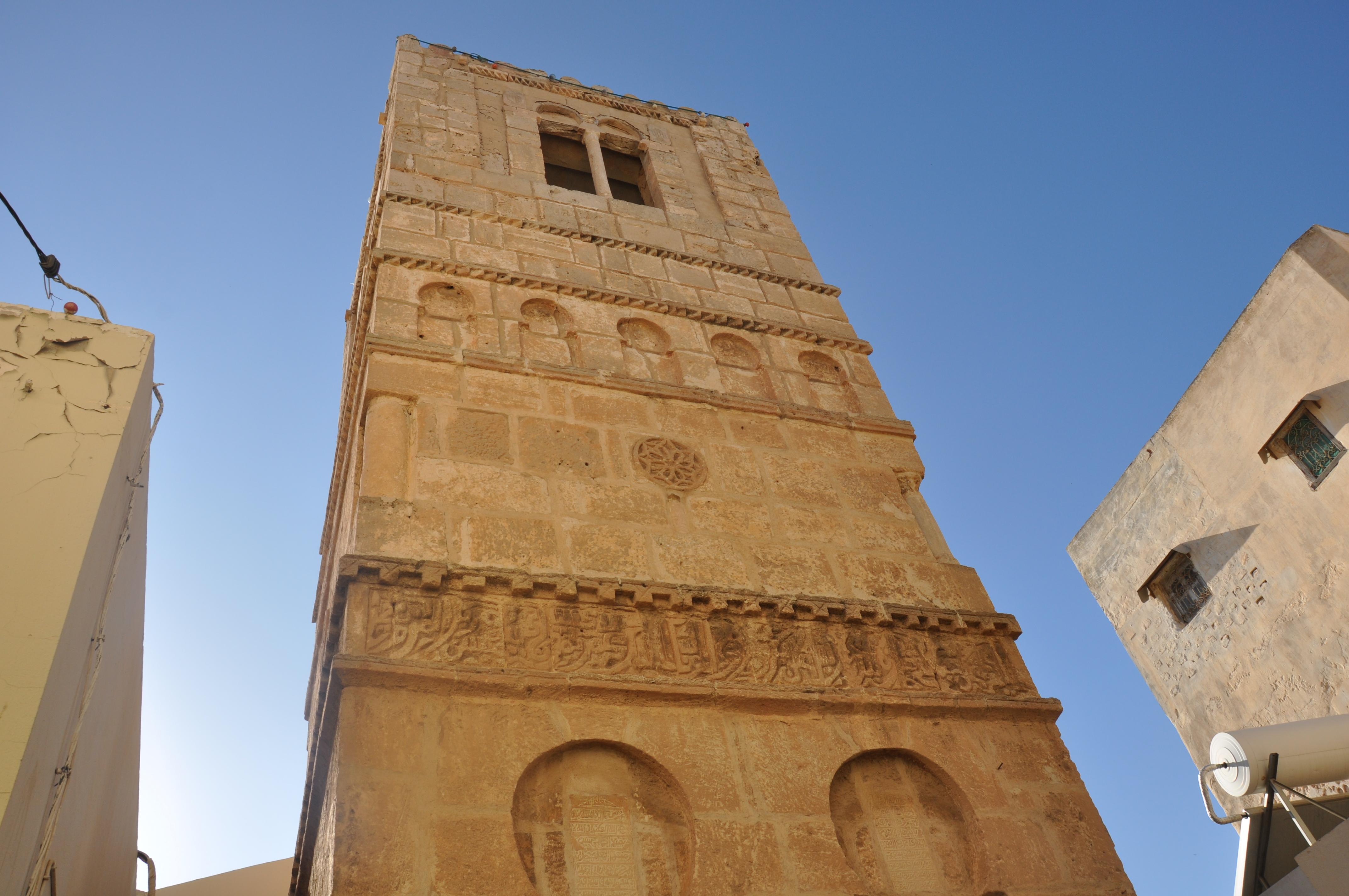
Minaret du mausolée.

Le mausolée Sidi Amar Kammoun se distingue du reste des édifices de la médina par l'architecture hybride de son minaret qui unit à la fois l'ancien style local et les influences marocaines importées par les Hafsides et les Ottomans.
Le minaret, de forme carrée, culmine à une hauteur de 9,30 mètres. Son sommet est muni d'une plate-forme couronnée de merlons.
La façade nord du minaret est décorée de deux plaques commémoratives rectangulaires, accolées juste au-dessous de la bande de calligraphie gravée. La plaque droite mesure 49 cm de hauteur sur 25 cm de longueur, alors que la gauche, qui risque actuellement de perdre tous ses détails, mesure 50 cm de hauteur sur 25 cm de longueur. Les textes de neuf lignes chacun sont écrits avec un style tunisien partiellement ponctué. À part ces plaques, les façades sont richement ornées par des moulures, des dentelures et des éléments architectoniques (arcatures, niches aveugles, fenêtres géminées et calligraphie).

## Sidi Amar Kammoun
Sidi Amar Kammoun représente l'une des icônes les plus importantes du soufisme sfaxien du XVIIIe siècle. Il garde jusqu'à nos jours une place très importante dans la communauté sfaxienne. Mahmoud Megdiche a consacré une bonne partie de son ouvrage Nouzhat El Anthar (نزهة الأنظار) à mettre en valeur ses qualités et ses accomplissements.
Il a reçu une grande partie de son éducation de son maître, le cheikh Sidi Ameur El Mzoughi, et il était très proche de Mourad II Bey.